# Ambassade de Norvège en Suède
L'ambassade de Norvège en Suède est la représentation diplomatique du royaume de Norvège auprès du royaume de Suède. Elle est située dans le district de Diplomatstaden, à Stockholm, au numéro 4 de la rue Skarpö.
L'ambassadeur actuellement en poste est, depuis le 12 juin 2009, Anne K. Lund, qui a succédé à Odd Fosseidbråten ambassadeur de 2004 à 2009. Elle est la première femme à exercer cette fonction. 